# يو إف سي ليلة القتال: كونديت ضد كامبمان 2
يو إف سي ليلة القتال: كونديت ضد كامبمان 2 (بالإنجليزية: UFC Fight Night: Condit vs. Kampmann 2)‏ هو حدث لفنون القتال المختلطة نظمته يو إف سي، أُقيم في 28 أغسطس 2013، على جينبريدج فيلدهاوس في إنديانابوليس، إنديانا، الولايات المتحدة.